# Сигнальна пептидаза
Сигнальна пептидаза або пептидаза сигнальних пептидів (англ. signal peptise peptidase, SPP) та її гомологи (SPPL2a/b/c, SPPL3) — клас трансмембранних аспартил-кіназ із консервативними мотивами YD … GxGD …PALL, із послідовностями дуже консервативними серед хребетних. Їх субстратами є трансмембранні білки II типу, від яких сигнальна пептидаза відщеплює сигнальний пептид під час сортування білків.